# ボルス (タタル部)
ボルス（Borsu、生没年不詳）は、モンゴル帝国に仕えたタタル部出身の将軍。『元史』などの漢文史料では孛児速(bóérsù)と記される。

## 概要
ボルスはタタル部の出身で、即位前のクビライ（後の第5代皇帝、大元ウルスの創始者）の宿営に仕えていた。クビライが雲南・大理遠征から帰還する最中、高阜に駐留していた時、河北からクビライ軍を船で襲おうとする者達が現れた。クビライが周囲の者に「この賊を如何にすべきか」と問いかけた所、ボルスは自らが備禦にでることを願い出た。ボルスは服を脱いで河中に入り、船尾の二人を殺して船を岸につけ、混乱する船中の者達を統べて捕虜としてしまった。雲南の完全平定後に開かれた論功行賞ではこの功績を賞賛された。
ボルスの息子の答答呵児はボルスに従って軍功を積み、武徳将軍・掲只掲烈温千戸所ダルガチに任ぜられた。後にナヤン・カダアンの乱が勃発すると、コルゲン家のエブゲンを捕虜にする功績を挙げた。クルク・カアン（武宗カイシャン）の治世には懐遠大将軍・元帥とされたが、間もなく亡くなった。